# 卡帕拉 (錫卡索區)
卡帕拉（法語：Kapala），是馬里的城鎮，位於該國西南部，由錫卡索區的錫卡索省負責管轄，面積175平方公里，海拔高度462米，2009年人口10,210，人口密度每平方公里58人。